# Coll:set
Coll:set es el primer álbum de larga duración de D'espairsRay, publicado el 29 de junio de 2005. además de nuevas canciones, incluye dos remezclas de canciones publicadas anteriormente. La primera edición limitada impresa venía en una carpeta especial y un álbum de fotos titulado The World in a Cage. Este librito también contiene las letras de las canciones. Las pistas de esta edición limitada están ordenadas de forma diferente que la edición normal.

## Pistas
Todas las letras escritas por Hizumi excepto 3, 5, 9 y 12, acreditadas a Karyu.
| Disc one |                                                                                     |                 |          |  |
| N.º      | Título                                                                              | Música          | Duración |  |
| 1.       | «Infection»                                                                         | Hizumi          | 4:10     |  |
| 2.       | «Dears»                                                                             | Hizumi          | 3:51     |  |
| 3.       | «In Vain»                                                                           | Karyu           | 4:15     |  |
| 4.       | «Grudge»                                                                            | Tsukasa & Karyu | 3:54     |  |
| 5.       | «Tsuki no Kioku -Fallen-» (Memoria de los meses (月の記憶 -fallen- tsuki no kioku?) | Karyu           | 5:19     |  |
| 6.       | «Garnet»                                                                            | Hizumi          | 4:28     |  |
| 7.       | «Abel and Cain» (Abel y Caín (アベルとカイン Aberu to Kain?)                        | Karyu & Tsukasa | 5:23     |  |
| 8.       | «Fuyuu Shita Risou» (Ideal flotante (「浮遊した理想」 Fuyuu Shita Risou?)           | Hizumi          | 4:26     |  |
| 9.       | «Forbidden»                                                                         | Karyu           | 4:47     |  |
| 10.      | «Hai to Ame» (Cenizas y lluvia (灰と雨 hai to ame?)                                 | Hizumi          | 5:15     |  |
| 11.      | «Tainted World»                                                                     | Hizumi          | 5:15     |  |
| 12.      | «[The World in a Cage]»                                                             | Karyu           | 2:42     |  |
| 13.      | «Marry of the Blood -Bloody Minded Mix-»                                            | Hizumi          | 5:29     |  |
| 14.      | «Born -White Stream Mix-»                                                           | Hizumi          | 4:52     |  |

Las pistas 6 y 8 no aparecen en la edición limitada.